# Kyo (banda)
Kyo é um grupo de pop-rock francês formado em 1994.

## Membros
- Benoît Poher - vocal
- Florian Dubos - backing vocal, guitarra e baixo
- Nicolas Chassagne - guitarra
- Fabien Dubos - bateria

## Biografia
Foi em 1994, no colégio Notre-Dame "Les Oiseaux", em Verneuil-sur-Seine (Yvelines), que os dois irmãos Fabien e Florian Dubos conheceram Nicolas Chassagne e Benoît Poher.
Com uma paixão comum por grupos como Nirvana, Soundgarden, Radiohead, Guns N' Roses  e Pearl Jam,  os quatro garotos participaram de concertos em escolas e quermesses sem grande sucesso.
Em 1997, conheceram seu futuro agente: Yves Michel Akle, que obtêm o primeiro contrato com a gravadora Sony. Nessa época, eles participam de alguns shows de David Hallyday e tocam em um de seus clipes, o que traz o primeiro reconhecimento.
Em seguida, assinam contrato com o selo Jive/Zomba. Em 2000, Kyo lança seu primeiro álbum, homônimo, que passa despercebido (40.000 exemplares vendidos).
Em 7 de janeiro de 2003, Kyo lança seu segundo álbum, chamado ”Le chemin”, que levou o grupo ao sucesso, notadamente graças ao duo realizado como Sita. "Le chemin" permitiu ao grupo obter três Vitoires de la Musique: "álbum revelação", "grupo ou artista revelação do ano" e "grupo revelação da cena". O álbum vendeu mais de um milhão de exemplares e a turnê que se seguiu foi bem recebida. Em fevereiro de 2004, foi lançado um DVD chamado "Kyosphère", gravado na oportunidade daquela turnê.
Ao fim de dezembro de 2004, o grupo lançou o álbum "300 Lésions", que vendeu em torno de 500.000 exemplares.
Em 2005 o grupo de cansagra a escrever canções para outros artistas, tais como Sita, Jenifer, Johnny Hallyday, assim como para a comédia musical Le Roi Soleil. No fim de 2005, ao fim da turnê de 300 lésions, o grupo anuncia uma pausa antes do 4º álbum, previsto para 2008.
Em 2006, o grupo compõe e canta a música "L'Or de nos vies" para o coletivo Fight Aids Monaco. Em uma entrevista em 2009, Benoît Poher e Florien Dubos afirmam o retorno de Kyo para 2011. Contudo, somente em fevereiro de 2013 o grupo grava algumas demos, que pareciam como as músicas do 3º álbum, mas com uma pegada mais rock. Somente em janeiro de 2014, o grupo lança dois singles, cada um acompanhado de um clip: "Le Graal" e "L'équilibre".
O 4º álbum da banda, chamado L'équilibre, foi lançado em 24 de março de 2014. No mesmo ano, uma nova turnê foi anunciada, chamada de Le Graal Tour, que passou por França, Bélgica e Suíça.

## Discografia
- Kyo (2000)
- Le Chemin (2002)
- 300 Lésions (2004)
- L'équilibre (2014)
- Dans la Peau (2017)